# Хисматуллин, Гарифьян Рахимьянович
Гарифьян Рахимьянович Хисматуллин (9 августа 1932 года — 15 ноября 2004 года) — бригадир тракторной бригады Бегеняшского отделения Первомайского совхоза РБ, Герой Социалистического Труда (1971), общественный деятель. Почётный гражданин Стерлитамакского района (1972). депутат Верховного Совета БАССР восьмого созыва (1971—1975).

## Биография
Гарифьян Рахимьянович Хисматуллин родился 9 августа 1932 года в д. Нижний Бегеняш Аургазинского района Республики Башкортостан. По национальности башкир.
Образование — среднее.  Трудовую деятельность начал в 1945 году рабочим Бегеняшского отделения Альшеевского совхоза Стерлитамакского района. В 1949—1950 гг. учился в Альшеевской совхозной школе механизаторов, профтехучилище № 21 Стерлитамакского  района. В 1950—1951 годах работал трактористом Первомайского совхоза. В 1951—1954 гг. служил в рядах Советской армии. С 1954 г. — тракторист-машинист, комбайнер Первомайского зерносовхоза.	
В 1966 г. на комбайне СК-4 Г. Р. Хисматуллин скосил зерновые с площади 228 гектаров, подобрал их и за 12 рабочих дней намолотил 4 626 центнеров зерна. В 1970 г. за 21 рабочий день скосил, подобрал и обмолотил зерновые с площади 279 гектаров с результатом 6 709 центнеров зерна.
Всего за годы восьмой пятилетки (1966—1970) Г. Р. Хисматуллин обмолотил зерновые культуры, выращенные на площади 1 451 гектар, намолотил 33 051 центнер зерна, получив в среднем с каждого гектара по 22,8 центнера зерна при среднегодовой урожайности по совхозу 20,3 центнера.
Во внеуборочный период Г. Р. Хисматуллин работал на тракторе ДТ-75. Выработка за сезон в 1966 году составила 1 412 гектаров, в 1967 году — 1 308, в 1968 г. — 1 492, в 1969 г. — 1 450, в 1970 г. — 1 480 гектаров мягкой пахоты.
За пятилетие им было сэкономлено 1 140 килограммов горючего, 260 рублей денежных средств, выделенных на ремонт техники.
За выдающиеся успехи, достигнутые в развитии сельскохозяйственного производства и выполнении пятилетнего плана продажи государству продуктов земледелия и животноводства, Указом Президиума Верховного Совета СССР от 8 апреля 1971 г. Г. Р. Хисматуллину присвоено звание Героя Социалистического Труда.
До ухода на пенсию в 1982 году Гарифьян Рахимьянович работал бригадиром тракторной бригады Бегеняшского отделения Первомайского зерносовхоза.
Скончался 15 ноября 2004 года.

## Награды
- Герой Социалистического Труда (1971)
- Орден Ленина (1971)